# Gare d'Astaffort
La gare d'Astaffort, est une gare ferroviaire française de la ligne de Bon-Encontre à Vic-en-Bigorre, située 
sur le territoire de la commune d'Astaffort dans le département de Lot-et-Garonne en région Nouvelle-Aquitaine.
Elle est mise en service en 1865 par la Compagnie des chemins de fer du Midi et du Canal latéral à la Garonne (Midi). 
Elle est fermée au trafic voyageurs en 1970.

## Situation ferroviaire
Établie à 59 mètres d'altitude, la gare d'Astaffort est située au point kilométrique (PK) 145,90x de la ligne de Bon-Encontre à Vic-en-Bigorre, entre les gares de Layrac, s'intercale la halte de Goulens (fermée), et de Castex-Lectourois (fermée).

## Histoire
La station de Layrac est mise en service le 16 novembre 1865 par la Compagnie des chemins de fer du Midi et du Canal latéral à la Garonne (Midi), lorsqu'elle ouvre à l'exploitation la section d'Agen à Auch de sa ligne d'Agen à Tarbes.
En 1873, le conseil général conserve les 2 000 francs qu'il a prévu et voté pour l'entretien de la passerelle, qui sont restés impayés du fait de difficultés avec la compagnie.
En 1876, la recette annuelle de la gare est de 52 588 francs.
La ligne et la gare sont officiellement fermées au trafic voyageurs le 9 avril 1970.

## Service des voyageurs
Astaffort est fermée au trafic voyageurs.

## Patrimoine ferroviaire
L'ancien bâtiment voyageurs, propriété de la coopérative « Val de Gascogne », section « Cœur de Gascogne », est toujours présent sur le site avec son quai et une voie de service. Il est loué et utilisé par l'« association de chasse Saint-Hubert astaffortaise ». L'ancienne passerelle est également toujours présente, bien qu'elle soit en mauvais état et non conforme pour une utilisation par des personnes à la mobilité réduite.